# Oreodera magnoi
Oreodera magnoi là một loài bọ cánh cứng trong họ Cerambycidae.